# El Forjador (Castellar del Vallès)

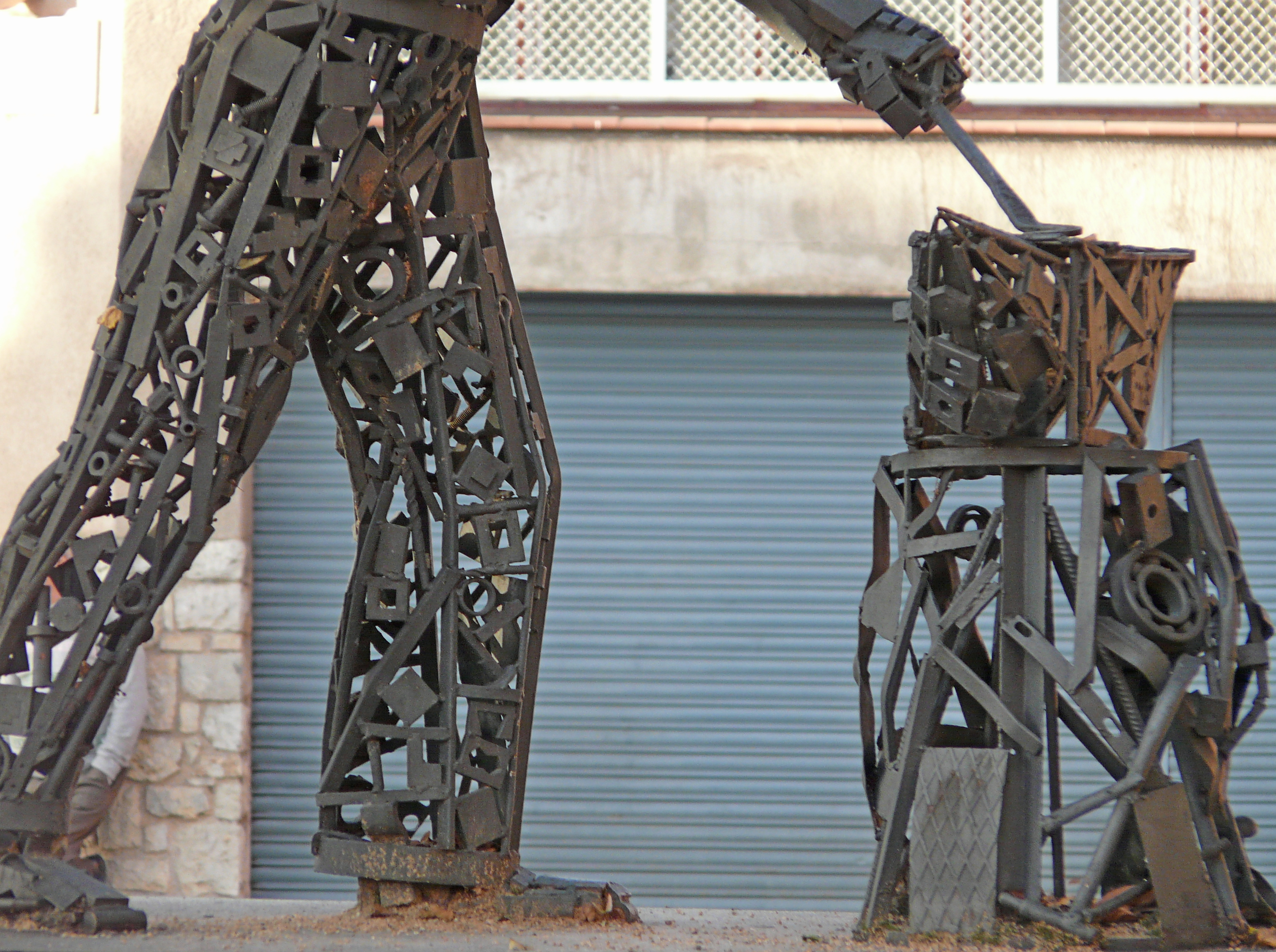
Detall de l'escultura

El Forjador és una escultura, que es pot catalogar dins de l'art modern, realitzada mitjançant la conjunció de petites peces de ferro de diversa forma, soldades entre si i que representa la figura d'un treballador de la forja, mentre fa cops de martell damunt l'enclusa.
Els autors foren els alumnes de l'antiga i ja desapareguda escola de formació professional, que a partir dels anys 40 va patrocinar l'Empresa Tolrà, i la van realitzar, l'any 1977, amb motiu d'impartir-s'hi aquell any el darrer curs de l'escola.
Posteriorment, l'any 1981, aquesta obra va quedar instal·lada a Castellar del Vallès, en un extrem de la plaça que duu el mateix nom, és a dir plaça del Forjador, i que té com a perímetre la carretera de Sabadell i els carrers del doctor Vergés i Francesc Layret.

## Història
Pierre Bonnassie, en el llibre Catalunya mil anys enrere, explica l'existència d'una "mena de ferro que l'abadia de Sant Pere de les Puel·les posseeix des del 945, per donació de la comtessa Riquilda, a Castellar, prop de Terrassa, al Vallès". Aquesta mena de ferro servia per assegurar, en bona part, el proveïment de metalls als menestrals barcelonins.
Molt més recentment, a Castellar del Vallès es treballava també el ferro, com ho demostra l'existència del molí de la Farga, que posseïa diversos forns i un martinet per batre el coure. Aquest molí va desaparèixer, a finals del segle xix, quan es va ampliar el molí de Can Barba.
Cal suposar que l'ofici de manyà que s'ensenyava a l'esmentada escola de formació professional va donar peu a la realització d'una escultura d'aquestes característiques. Malgrat això, Castellar del Vallès té una llarga tradició de la cultura i el treball del ferro amb nombrosos i destacats artesans forjadors.